# Маллиган, Дейв
Дэ́вид Джеймс Ма́ллиган (англ. David James Mulligan; 24 марта 1982, Ливерпуль, Англия) — новозеландский футболист, правый защитник. Выступал за сборную Новой Зеландии.

## Клубная карьера
Большую часть своей карьеры Маллиган провёл в Англии, играя за различные клубы Футбольной лиги, всего в различных дивизионах Футбольной лиги он провёл 186 матчей. С 2000 по 2008 годы он поиграл за 5 английских клубов, среди которых «Барнсли», «Донкастер Роверс», «Сканторп Юнайтед», «Гримсби Таун» и «Порт Вейл», при этом его карьера постепенно регрессировала, и если вначале он играл за клубы Чемпионшипа, то в дальнейшем опустился до Второй лиги. В 2008 году он перешёл в новозеландский «Веллингтон Феникс», заключив с ним двухгодичный контракт, но не смог стать игроком основного состава, и в 2010 году контракт с ним не был продлён.

## Национальная сборная
В национальной сборной Дейв Маллиган дебютировал 12 октября 2002 года в матче со сборной Эстонии, всего он провёл 25 матчей за сборную, забив в них 3 гола, все в ворота сборной Вануату. Маллиган принимал участие в составе Новой Зеландии в чемпионате мира 2010.